# Ecnomus natalensis
Ecnomus natalensis är en nattsländeart som beskrevs av Georg Ulmer 1931. Ecnomus natalensis ingår i släktet Ecnomus och familjen trattnattsländor. Inga underarter finns listade i Catalogue of Life.